# Mysidia caliginosa
Mysidia caliginosa är en insektsart som beskrevs av Walker 1858. Mysidia caliginosa ingår i släktet Mysidia och familjen Derbidae. Inga underarter finns listade i Catalogue of Life.